# Tour Andreu
Pour les articles homonymes, voir Andreu.
La Torre Andreu, plus connue comme La Rotonda, est un bâtiment moderniste catalan situé à Barcelone, dans le district de Sarrià-San Gervasi. Il a été bâti par Adolf Ruiz i Casamitjana en 1906, et élargi par Enric Sagnier en 1918.
Cet immeuble est inscrit comme Bien Culturel d'Intérêt Local (BCIL) dans le Recensement du Patrimoine Culturel catalan.

## Histoire

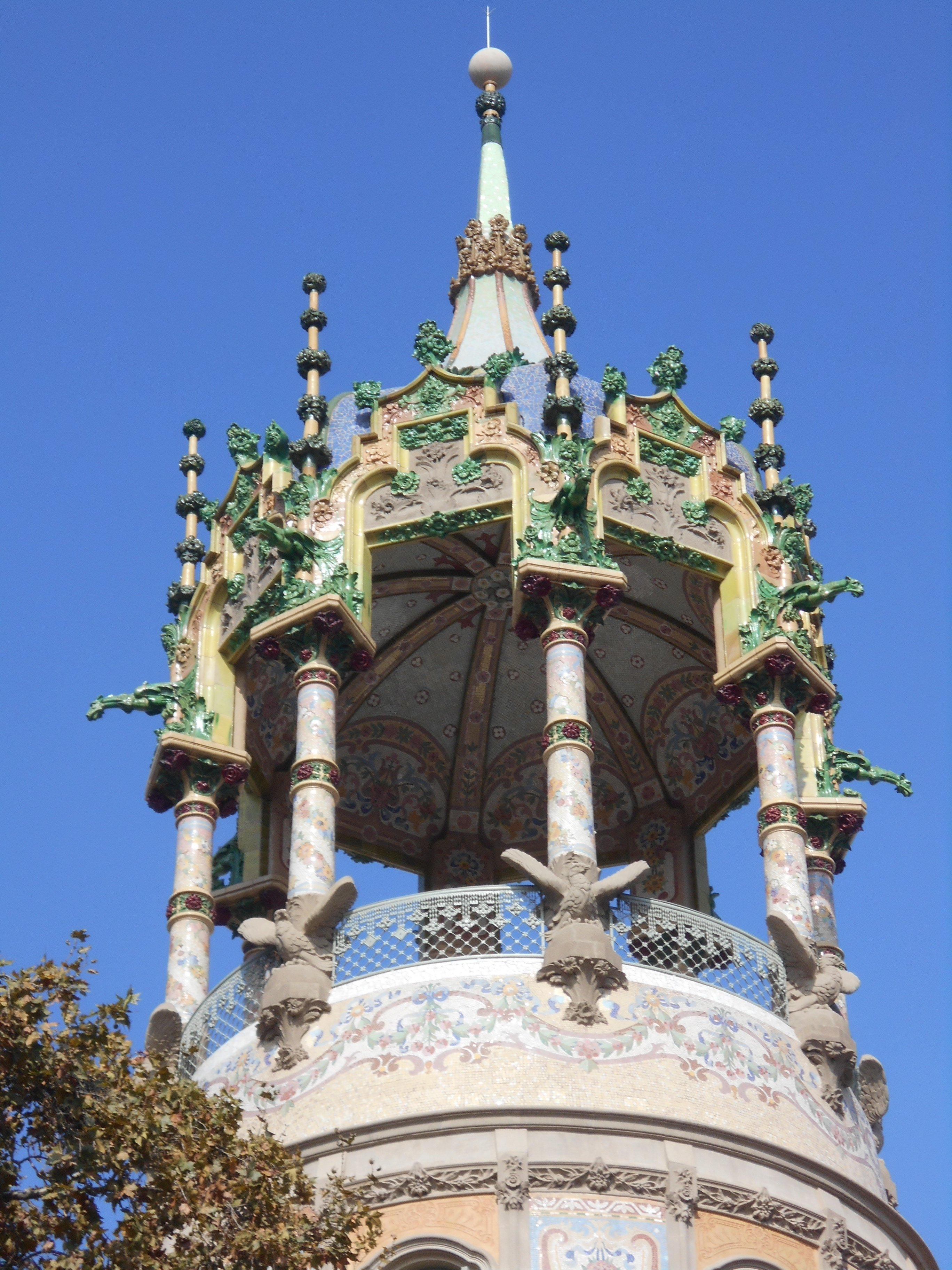
Templete.

Le bâtiment était à l'origine la maison du docteur Salvador Andreu, qui était un des principaux promoteurs de l'urbanisation de la montagne Tibidabo, avec une ample avenue qui unissait la promenade de Sant Gervasi avec la montagne, qui était occupée par des maisons sur le modèle des cités-jardins anglaises. Pour le transport il a installé le tramway (Travia Blau) sur l'avenue et un funiculaire pour monter au Tibidabo (1901), où a été bâti le Parc d'Attractions du Tibidabo.

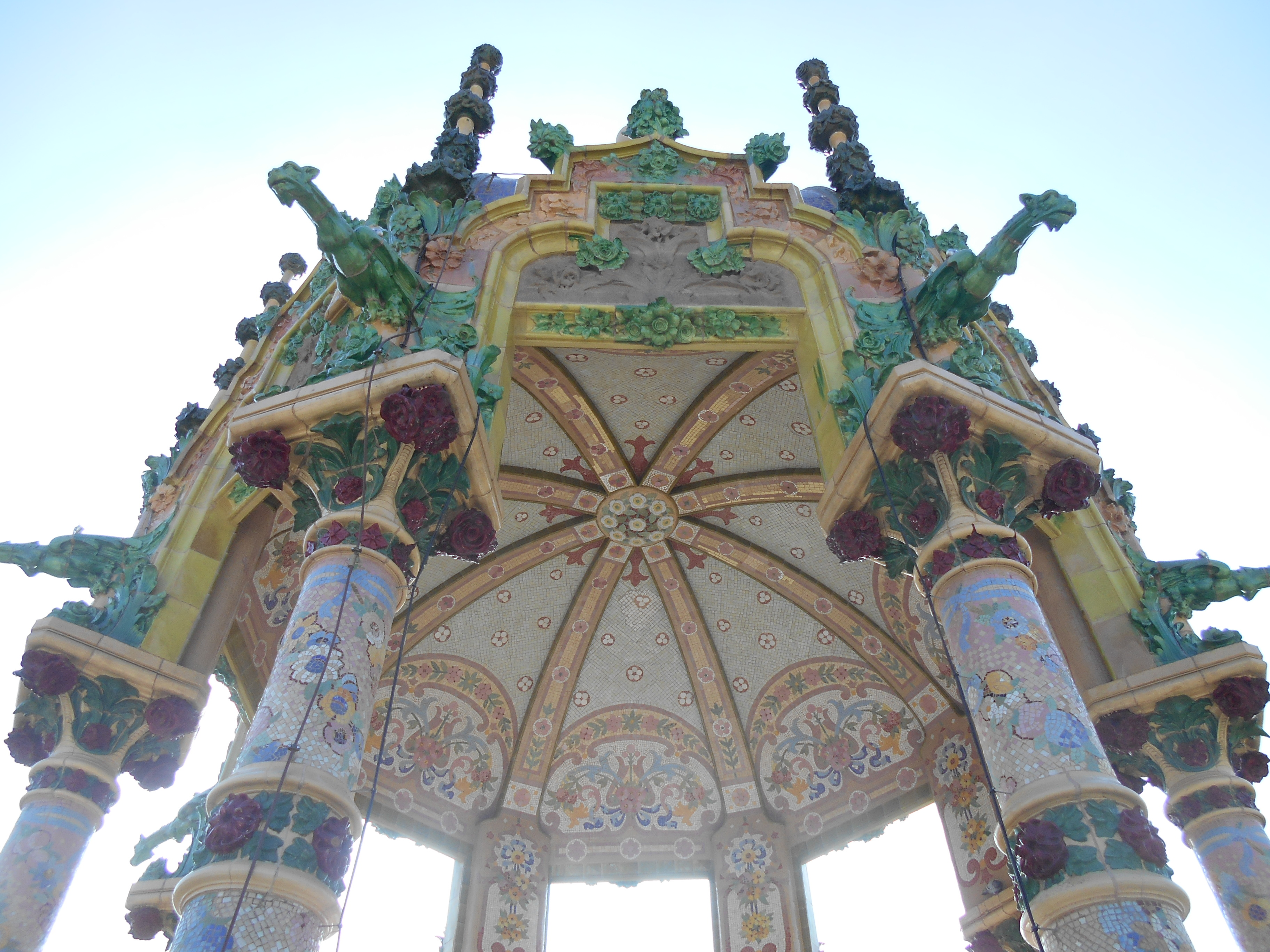
Détail du templete.

Le projet a été chargé à Adolf Ruiz i Casamitjana, dont la Torre Andreu est sa réalisation la plus connue. En 1918 ont été ajoutés deux étages et l'immeuble il a été converti en hôtel : l'Hôtel Metropolitan, un des plus luxueux de la Barcelone d'alors. Les travaux ont été l'œuvre d'Enric Sagnier, un des architectes les plus prolifiques de la ville, à mi-chemin entre le modernisme et le classicisme. En 1960 l'hôtel a été reconverti en clinique. En 1999 le bâtiment a été acquis par l'immobilière Núñez i Navarro, qui l'a restauré entre 2010 et 2016, sur un projet d'Alfred Arribas : il a conservé uniquement la façade moderniste et a augmenté son volume intérieur pour le convertir en immeuble de bureaux.

## Description
Il s'agit d'un bâtiment composé de deux corps rectangulaires en forme de L, couronné par un templete-mirador de forme ronde - qui lui donne son nom de « Rotonde » -, avec un riche décor en céramique, œuvre de Lluís Bru. Les façades sont lisses, avec des balcons avec rambarde de fer et décorations à thématique végétale, ainsi que quelques bustes. La maison avait un couronnement avec mosaïques sur des thèmes festifs et sportifs, qui a disparu en 1952 quand a été construit un étage supérieur.

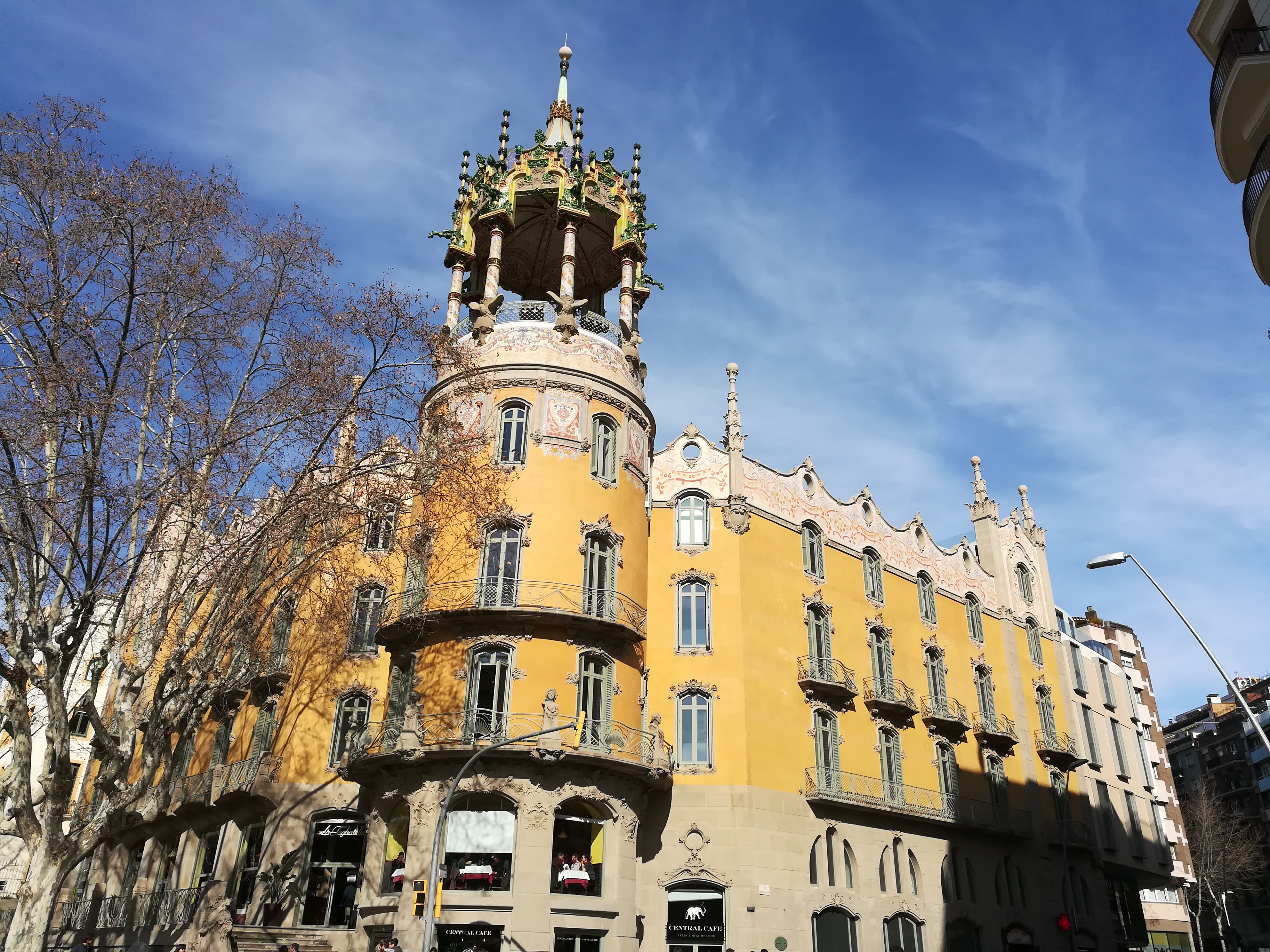
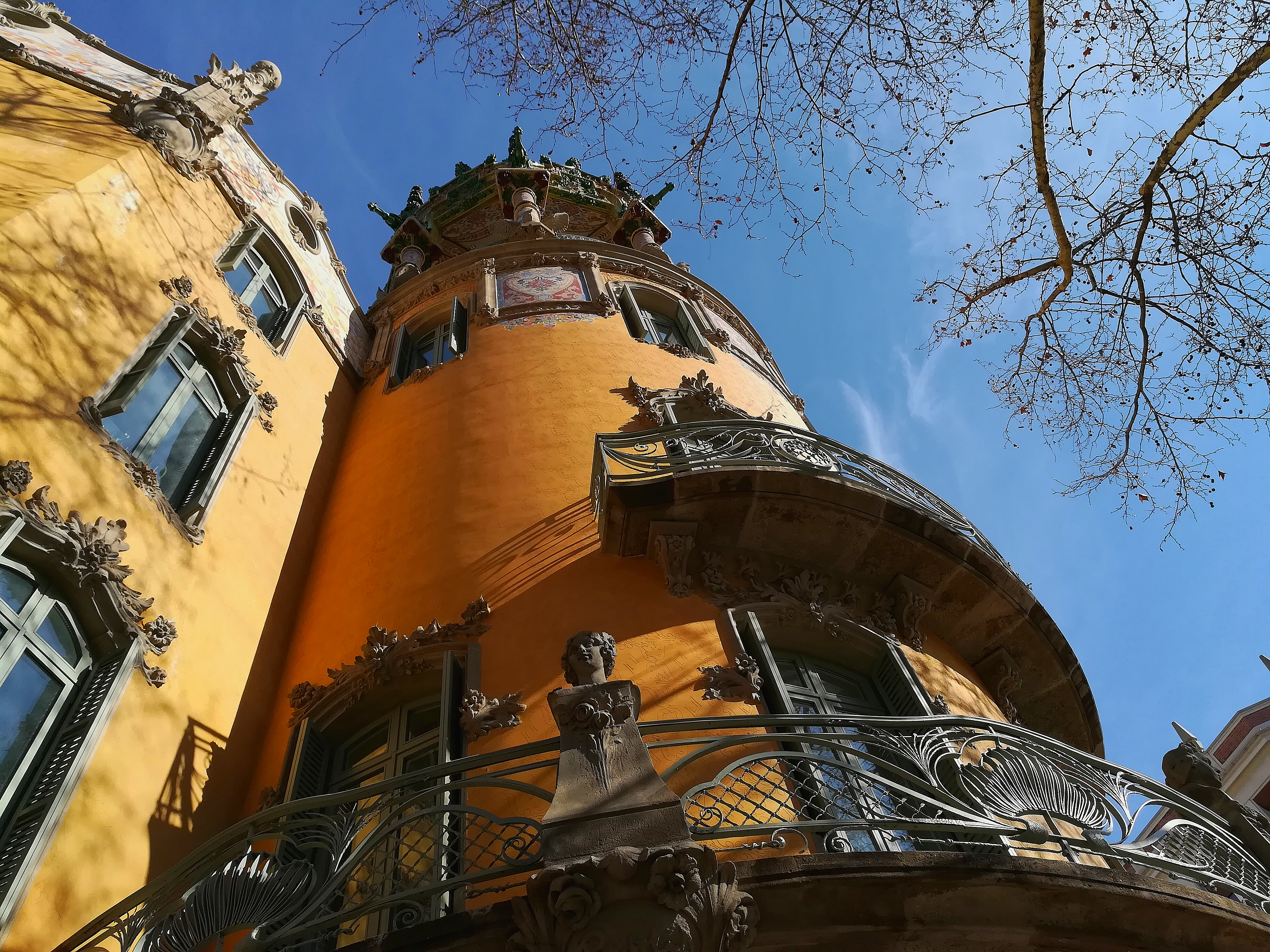
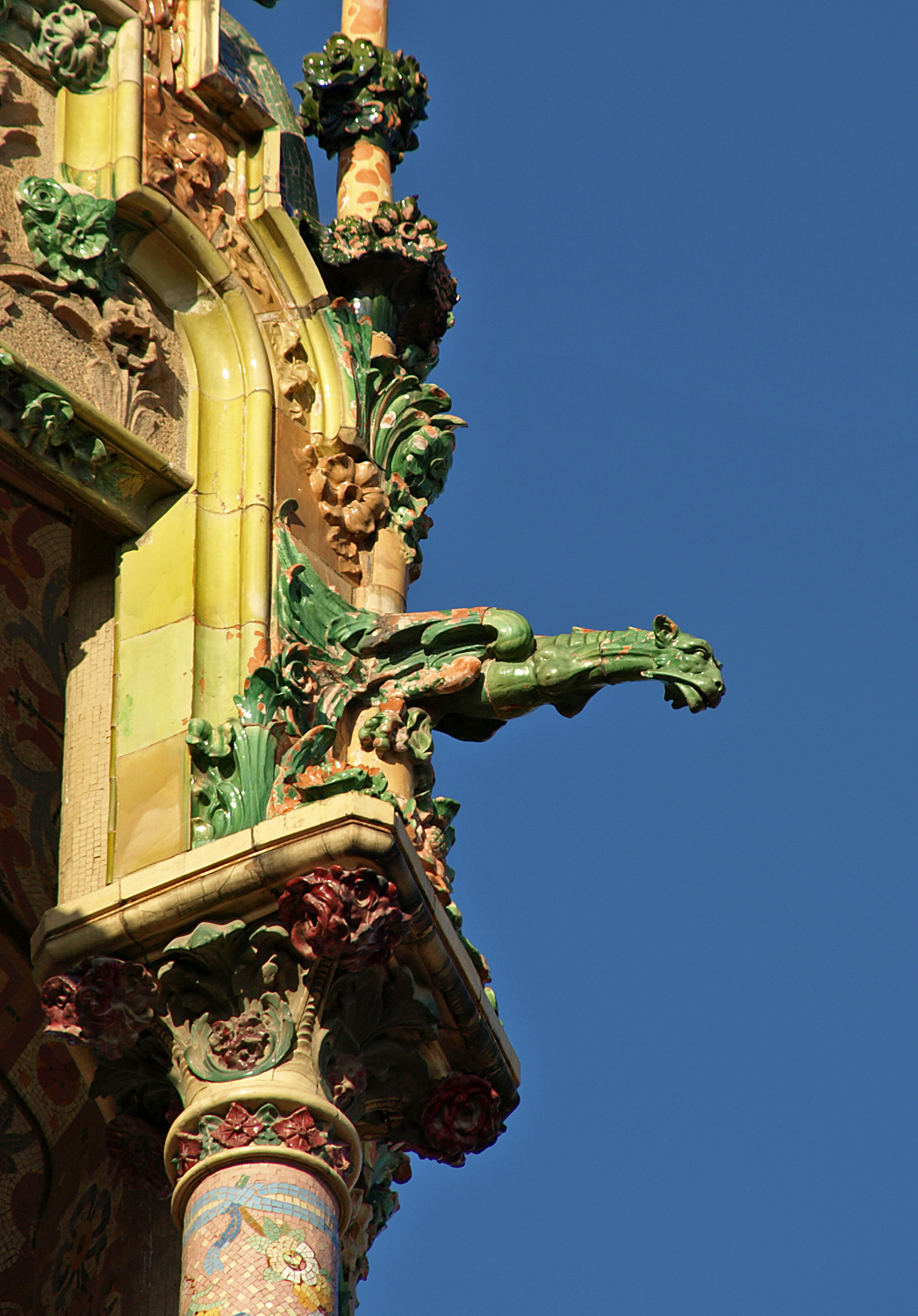